# Jěwa-Marja Čornakec

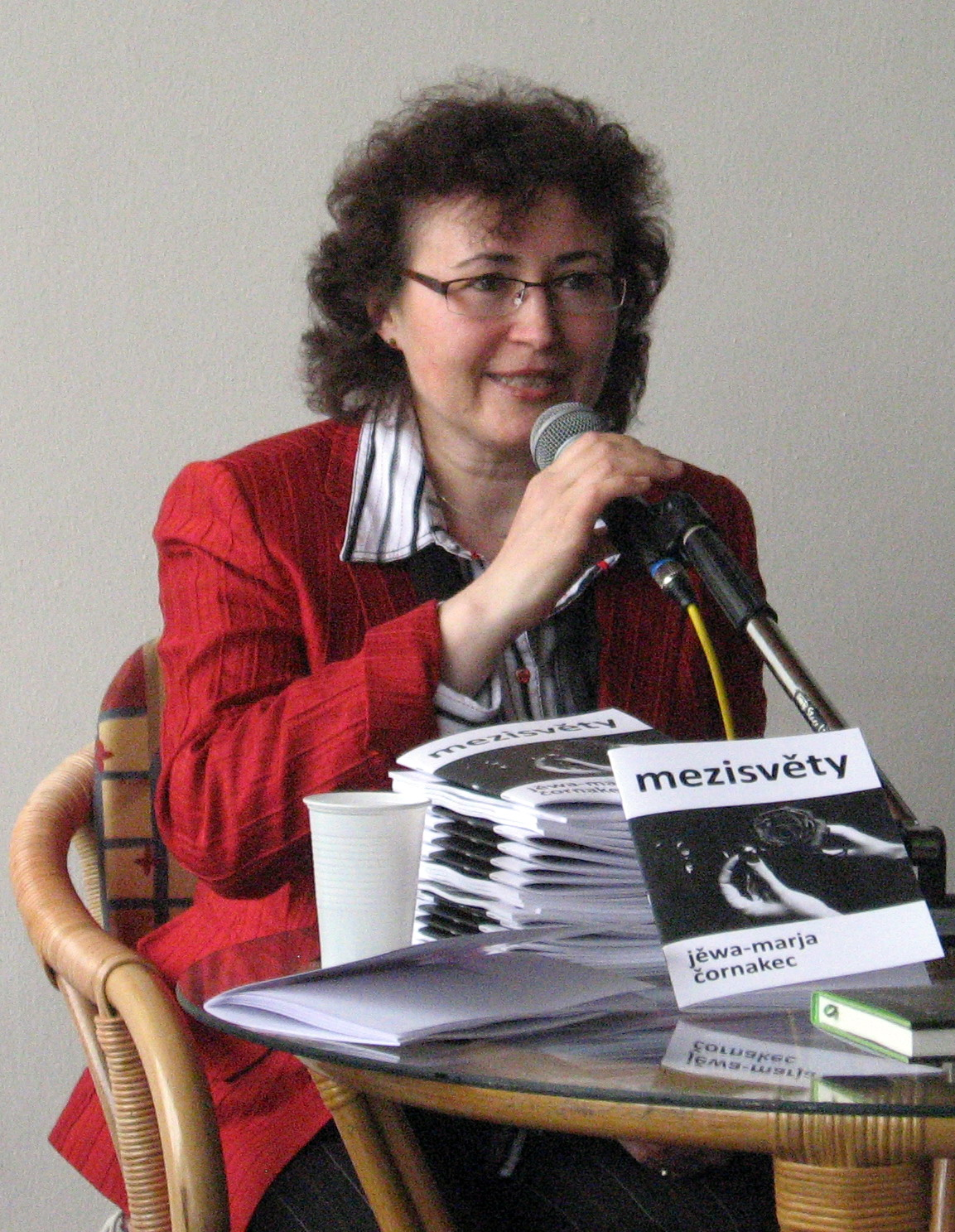
Jěwa-Marja Čornakec 2009

Jěwa-Marja Čornakec (deutsch Eva-Maria Zschornack; * 8. Januar 1959 in Räckelwitz) ist eine sorbische Schriftstellerin, Übersetzerin und Redakteurin. Von 1992 bis 2011 war sie Chefredakteurin der sorbischen Kulturzeitschrift Rozhlad.

## Leben
Jěwa-Marja Čornakec wuchs in Ostro (obersorbisch Wotrow) auf. Sie besuchte die Sorbische Erweiterte Oberschule in Bautzen und legte hier 1977 das Abitur ab. Anschließend studierte sie an der Fachschule für wissenschaftliches Bibliothekswesen in Leipzig. Sie war von 1980 bis 1984 wissenschaftliche Bibliothekarin am Sorbischen Institut für Lehrerbildung in Bautzen und arbeitete anschließend am Institut für sorbische Volksforschung, das zur Akademie der Wissenschaften der DDR gehörte. Von 1985 bis 1990 studierte sie an der Universität Leipzig Kulturwissenschaften und Sorabistik. Ihre Diplomarbeit verfasste sie zum Thema Serbske pismowstwo mjez 1937–1945 („Sorbische Literatur zwischen 1937 und 1945“). Nach ihrem Studium kehrte sie an das Institut für sorbische Volksforschung zurück. Am 1. Januar 1992 wurde sie Chefredakteurin der in Bautzen erscheinenden sorbischen Kulturzeitschrift Rozhlad. Am 1. August 2011 wechselte sie als Entwicklungsdramaturgin an das Sorbische National-Ensemble in Bautzen. Sie lebt in Dresden.
Jěwa-Marja Čornakec ist Mitglied der sorbischen wissenschaftlichen Gesellschaft Maćica Serbska und wurde am 29. März 2008 in deren Vorstand gewählt. Bis 2025 gehörte sie dem Schlichtungsausschuss der Domowina an. 2025 wurde sie in den Bundesvorstand der Domowina für die Legislaturperiode 2025–2029 gewählt.

## Schaffen
In den 1980er Jahren trat Čornakec mit Kurzprosa in obersorbischer und deutscher Sprache hervor, die in verschiedenen Anthologien und Zeitschriften erschien. Später wandte sie sich zunehmend der Kinderliteratur zu, verfasste mehrere Kinderbücher und für das Sorbische National-Ensemble Libretti für Kindermusicals. Am 1. März 2009 erlebte am Deutsch-Sorbischen Volkstheater Bautzen ihr erstes Theaterstück W sćinje swěčki (deutsch Im Schatten der Kerze) seine Uraufführung. Als Übersetzerin hat sie vorwiegend sorbische Lyrik des 19. Jahrhunderts ins Deutsche übertragen.

## Auszeichnungen
Am 4. Juli 2011 verlieh die Stiftung für das sorbische Volk Jěwa-Marja Čornakec den Förderpreis zum Ćišinski-Preis für ihre Verdienste als Autorin sorbischer Kinderliteratur und sorbischer Theaterstücke.
2024 wurde ihr der Zejler-Preis für sorbische Sprache zuerkannt.

## Werke (Auswahl)

### Kinderbücher
- Potajnstwo zeleneho kamjenja, Domowina-Verlag, Bautzen 1994. ISBN 978-3-7420-1596-9
- Matej w štwórtej dimensiji, Domowina-Verlag, Bautzen 1996. ISBN 978-3-7420-1657-7
- Myška w mróčelach, Domowina-Verlag, Bautzen 2001. ISBN 978-3-7420-1874-8
- Zakuzłana sroka, Domowina-Verlag, Bautzen 2004. ISBN 978-3-7420-1975-2
- Kak je wroblik Frido lětaś nawuknuł, Domowina-Verlag, Bautzen 2006. ISBN 978-3-7420-2050-5 (obersorbisch), ISBN 978-3-7420-2041-3 (niedersorbisch)
- Kak je myška Pip-pip płuwać nawuknyła, Domowina-Verlag, Bautzen 2007. ISBN 978-3-7420-2083-3 (obersorbisch), ISBN 978-3-7420-2084-0 (niedersorbisch)
- Kak je žabka Šlapka spěšnje skakać nawuknyła, Domowina-Verlag, Bautzen 2008. ISBN 978-3-7420-2103-8 (obersorbisch), ISBN 978-3-7420-2104-5 (niedersorbisch)
- Kak je jěžik Kałačik skónčnje spać nawuknył, Domowina-Verlag, Bautzen 2009. ISBN 978-3-7420-2133-5 (obersorbisch), ISBN 978-3-7420-2134-2 (niedersorbisch)
- Zmiječk Paliwak, Domowina-Verlag, Bautzen 2010, ISBN 978-3-7420-2169-4
- Wroblik Frido a jeho přećeljo, Domowina-Verlag, Bautzen 2011, ISBN 978-3-7420-2205-9
- Kak su šwjerce kólasowaś nawuknuli, Domowina-Verlag, Bautzen 2011, ISBN 978-3-7420-2204-2
- Kak je žabka Šlapka z wětřikom lećała, Domowina-Verlag, Bautzen 2014, ISBN 978-3-7420-2288-2 (obersorbisch), ISBN 978-3-7420-2289-9 (niedersorbisch)
- Kak su wroblik Frido a jeho přećeljo do Afriki lećeć chcyli, Bautzen 2016, ISBN 978-3-7420-2369-8 (obersorbisch), ISBN 978-3-7420-2370-4 (niedersorbisch)
- Kak su wroblik Frido a jeho přećeljo jutry zaječki překwapili, Domowina-Verlag, Bautzen 2020, ISBN 978-3-7420-2604-0 (obersorbisch)

### Jugendbuch
- Łójerjo sonow, Domowina-Verlag, Bautzen 2018, ISBN 978-3-7420-2464-0 (obersorbisch), deutsch: Im Netz der Schwarzen Mühle, Donatus-Verlag, Niederjahna 2023, ISBN 978-3-946710-66-0.

### Kindermusicals (Libretti)
- Ein Traum vom Fliegen, 2001
- Die gestohlene Krone, 2003
- Der Traum von Glück, 2004
- Der kleine Drache Paliwak, 2009
- Wo ist Milenka?, 2012

### Erzählungen
- Hołbik čornej nóžce ma, Domowina-Verlag, Bautzen 1999. ISBN 978-3-7420-1792-5

### Theaterstücke
- W sćinje swěčki, Uraufführung am 21. März 2009 am Deutsch-Sorbischen Volkstheater Bautzen (Domowina-Verlag, Bautzen 2009. ISBN 978-3-7420-2128-1)

deutsche Fassung: Im Schatten der Kerze, Premiere am 18. September 2009 am Deutsch-Sorbischen Volkstheater Bautzen
- Za sydom durjemi (deutsch: Sieben Türen), Uraufführung am 17. März 2012 am Deutsch-Sorbischen Volkstheater Bautzen
- Chodźić po rukomaj – Alois Andritzki (deutsch: Auf Händen gehen – Alois Andritzki), musikalisches Drama (Musik: Ulrich Pogoda), Uraufführung am 12. April 2014 am Deutsch-Sorbischen Volkstheater Bautzen
- Mór a lubosć (deutsch: Pest und Liebe), Uraufführung am 10. September 2022 auf der Pfarrwiese in Crostwitz

### Sachbuch
- Kleine sorbische Ostereierfibel, 7. Auflage, Domowina-Verlag, Bautzen 2010. ISBN 978-3-7420-1908-0